# Ясенский, Бруно Яковлевич
Бру́но Я́ковлевич Ясе́нский (пол. Bruno Jasieński, имя при рождении — Ви́ктор Зы́сман (пол. Wiktor Zysman), в 1908—1929 гг. — Ви́ктор Ива́нович Ясе́нский; 17 июля 1901 — 17 сентября 1938) — польский и советский писатель, поэт, драматург. Писал на русском, польском и французском языках. Член ЦИК Таджикской ССР. Расстрелян в 1938 году. Реабилитирован посмертно.

## Биография
Родился в Российской империи, в местечке Климонтув Сандомирского уезда Радомской губернии; ныне — в Свентокшиском воеводстве Республики Польша) в семье известного еврейского врача Якуба Зысмана (Якова Гершоновича Зисмана, 1861—1926) и католички Евфемии Марии Модзелевской. В 1908 году путём фиктивного усыновления Иваном Людвиковичем Ясенским его фамилия была официально изменена на Ясенский.  С 1918 года писал и печатал стихи. Примыкал к группе польских футуристов. С 1920 года начал использовать имя Бруно. В 1922 году окончил Краковский университет.
Под влиянием Краковского восстания 1923 года, связанного с коммунистическим движением, перешёл на более радикальные политические позиции и активнее занялся политической деятельностью. В 1925 году был вынужден эмигрировать во Францию, где жил в Париже, откуда был дважды выслан за свои публикации и коммунистическую пропаганду. Там же вступил в ряды Французской коммунистической партии. В 1927 организовал рабочий театр.
Высланный в 1929 году из Франции, переехал в СССР. Принял советское гражданство под именем Бруно Яковлевич Ясенский. Член ВКП(б) с 1930 года. Был избран секретарём Международного объединения рабочих писателей. Стал главным редактором «центрального органа МОРП» — журнала «Интернациональная литература». Один из первых членов новосозданного Союза писателей СССР (с 13 мая 1934 года), член правления. Один из авторов пропагандистской книги «Беломорско-Балтийский канал имени Сталина» (1934). Жил в Москве в знаменитом «Доме писательского кооператива» (Камергерский переулок, 2).
В 1935 году по приглашению руководства завода Уралмаш посетил Свердловск. Согласно некоторым данным, собирался написать роман по материалам, собранным на Урале, но не успел.
Летом 1937 года снят со всех должностей и исключён из Союза писателей «за контрреволюционную деятельность» по доносу П. Ф. Юдина секретарям ЦК ВКП(б) на драматурга В. М. Киршона (АП РФ. Ф. 3. Оп. 34. Д. 256 Л. 15—16). На момент ареста проживал : г. Москва, проезд Художественного театра, д. 2, кв. 2.
Сведения о смерти противоречивы. По официальным данным утверждалось, что он умер в ссылке в 1941 году.
По данным общества «Мемориал», дата и причины его смерти в 1950—1980-е годы были сфальсифицированы, а в действительности он был расстрелян на полигоне Коммунарка.

Арест. 31.07.1937. Приговорён ВКВС СССР 17.09.1938 по обв. в участии в к.-р. террористической организации. Расстрелян 17.09.1938. Реабилитирован 24.12.1955.— Мемориал: Расстрельные списки Коммунарки
По данным 7-го фонда ЦА ФСБ РФ, после ареста и «следствия» внесен в Сталинский расстрельный список от 12 сентября 1938 г. («Москва-центр») по 1-й категории («за» Молотов, Жданов). 17 сентября 1938 года ВКВС СССР осуждён к ВМН и в тот же день расстрелян в числе 119 осуждённых (в акте о расстреле подписи Г. К. Рогинского и В. М. Блохина). В книге Евгении Гинзбург «Крутой маршрут» утверждается, что писатель умер во время этапа на Колыму в 1939 году, в пересыльном лагере Владивостока, что является апокрифом.
Реабилитирован посмертно 24 декабря 1955 года ВКВС СССР, его произведения в дальнейшем переиздавались.

## Семья
- Первая жена — Клара Германовна Ясенская (Арем, домашнее имя — Кара (пол. Kara Arem); 1902—1938) — дочь зажиточного львовского купца, попала под репрессии, растрелянная 4 января 1938 года.
  - Сын — Андрей Брунович Ясенский (1929—1961) — вплоть до ареста воспитывался Анной Берзинь; с 1937 по 1955 г. жил под именем Андрей Васильевич Яшин, окончил Самарский политех, работал мастером на Государственном подшипниковом заводе имени Куйбышева (9-й ГПЗ), погиб в автокатастрофе.
- Вторая жена — Анна Абрамовна Берзинь (Фоломеева; 1897—1961) — русская советская писательница, пишущая под псевдонимом Ферапонт Ложкин.

## Творчество

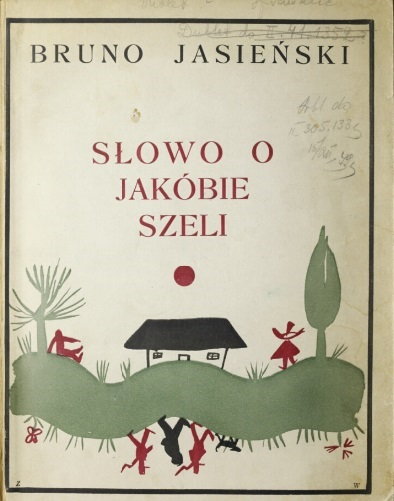
Słowo o Jakubie Szeli. Париж, 1926

Наиболее важное произведение польского периода творчества — поэма Słowo о Jakubie Szeli о восстании польских крестьян 1846—1848 годах, возглавляемом Якубом Шелей.
Революционно-утопический роман «Я жгу Париж», вышедший в авторском переводе на французском и русском языках, являлся сатирическим ответом на памфлет Поля Морана «Я жгу Москву». Сатирико-фантастическая пьеса «Бал манекенов» разоблачала западную социал-демократию.
Две поездки в Таджикистан (1930 и 1931) отразились в романе «Человек меняет кожу» (чч. 1—2, 1932—1933), который каждый год переиздавался вплоть до ареста Ясенского и неоднократно выходил после его реабилитации. Это история перековки американского инженера в ходе его участия в социалистическом строительстве.
Роман «Заговор равнодушных» (1937) остался неоконченным. Рукопись была сохранена и подготовлена к печати женой Бруно Ясенского Анной Берзинь.

Прозе Ясенского свойственны лёгкость, насыщенность действия и наглядность изображения; эта проза служит пропаганде коммунистических идей.— Вольфганг Казак.

## Сочинения
- Избранные произведения в двух томах. — М.: Гослитиздат, 1957
- But w Butonierce. — Warszawa, 1921.
- Ноги Изольды Морган. — Lwów, 1923.
- Słowo о Jakubie Szeli. — Paris, 1926.
- Je brûle Paris. — Paris, 1928.
- Я жгу Париж. — 1928.
- Palę Paryż. — Warszawa, 1929 (3-е изд. — 1957).
- Бал манекенов. Пьеса. — М.—Л.: ГИХЛ, 1931.
- Сын рикши. Повесть. — М., 1931
- Стихи. — М.: «Огонёк», 1931
- Галицийская жакерия (Слово о Якове Шеле). Пьеса. — «Московский рабочий», 1931. — 160 с.; М.—Л.: ОГИЗ—ГИХЛ, 1932. — 178 с.
- Москва — Таджикистан. — М.: «Огонёк», 1932
- Человек меняет кожу. — 1932—1933. (10 прижизненных изданий)
- Кишлак в ущелии. Повесть. — М., 1934.
- Мужество. Рассказ. — М.: Жургаз, 1935.
- Нос. — М.: Советский писатель, 1936.; М.: Жургаз, 1937.
- Заговор равнодушных // «Новый мир». — 1956. — № 5—7.
- Избранные произведения. / [Предисл. А. Берзинь]. — Т. 1—2. — М., 1957.
- Слово о Якубе Шеле. Поэмы и стихотворения / [Предисл. А. Гидаша]. — М., 1962.
- Человек меняет кожу / [Послесл. В. Оскоцкого]. — М., 1969.
- Utwory poetyckie, manifesty, szkice. — Warszawa, 1972.
- Избранное. — М.: Правда, 1988

## Экранизации
- Человек меняет кожу (фильм, 1959)
- Человек меняет кожу (фильм, 1979)